# U.S. Bank Cleveland Grand Prix 2003
U.S. Bank Cleveland Grand Prix 2003 var den tionde deltävlingen i CART World Series 2003. Racet kördes den 5 juli på Burke Lakefront Airport i Cleveland, Ohio. Sébastien Bourdais tog sin tredje seger för säsongen, och med detta fortsatte hans berg och dalbana, när detb gällde resultaten. Paul Tracy blev tvåa, och förstärkte sin mästerskapsledning, även om Bruno Junqueira gick i mål på tredje plats.

## Slutresultat
| Plats | Förare              | Team                      | Grid | Kvaltid  |
| ----- | ------------------- | ------------------------- | ---- | -------- |
| 1     | Sébastien Bourdais  | Newman/Haas Racing        | 1    | 58,014   |
| 2     | Paul Tracy          | Forsythe Racing           | 2    | 58,415   |
| 3     | Bruno Junqueira     | Newman/Haas Racing        | 5    | 58,506   |
| 4     | Patrick Carpentier  | Forsythe Racing           | 3    | 58,449   |
| 5     | Mario Domínguez     | Herdez Competition        | 8    | 58,724   |
| 6     | Oriol Servià        | Patrick Racing            | 4    | 58,502   |
| 7     | Michel Jourdain Jr. | Team Rahal                | 6    | 58,700   |
| 8     | Alex Tagliani       | Rocketsports Racing       | 7    | 58,718   |
| 9     | Ryan Hunter-Reay    | Spirit Team Johansson     | 11   | 59,073   |
| 10    | Darren Manning      | Walker Racing             | 13   | 59,167   |
| 11    | Adrián Fernández    | Fernández Racing          | 14   | 59,306   |
| 12    | Max Papis           | PK Racing                 | 18   | 1.00,020 |
| 13    | Jimmy Vasser        | Spirit Team Johansson     | 10   | 58,861   |
| 14    | Rodolfo Lavín       | Walker Racing             | 15   | 59,351   |
| 15    | Mario Haberfeld     | Conquest Racing           | 12   | 59,141   |
| 16    | Geoff Boss          | Dale Coyne Racing         | 19   | 1.01,103 |
| 17    | Gualter Salles      | Dale Coyne Racing         | 17   | 59,968   |
| 18    | Roberto Moreno      | Herdez Competition        | 9    | 58,845   |
| 19    | Tiago Monteiro      | Fittipaldi-Dingman Racing | 16   | 59,822   |